# Елизабет Юлиана фон Холщайн-Норбург
Елизабет Юлиана фон Шлезвиг-Холщайн-Зондербург-Норбург (на немски: Elisabeth Juliane von Schleswig-Holstein-Sonderburg-Norburg; * 24 май 1633, Нордборг (Норбург), Дания; † 4 февруари 1704, Волфенбютел) от Дом Олденбург, е принцеса от Шлезвиг-Холщайн-Зондербург-Норбург и чрез женитба херцогиня на Брауншвайг-Люнебург (1656 – 1704) и княгиня на Брауншвайг-Волфенбютел от 1685 до 1704 г.

## Живот
Дъщеря е на Фридрих фон Шлезвиг-Холщайн-Норбург (1581 – 1658) и втората му съпруга Елеонора фон Анхалт-Цербст (1608 – 1680), дъщеря на княз Рудолф фон Анхалт-Цербст.
На 17 август 1656 г. Елизабет Юлиана се омъжва във Волфенбютел за Антон Улрих фон Брауншвайг-Волфенбютел (1633 – 1714), херцог на Брауншвайг и Люнебург, от 1685 г. княз на Брауншвайг-Волфенбютел, лирик и писател на романи. По този случай Антон Улрих пише първата си пиеса, Frühlings-Ballett.
Елизабет Юлиана умира на 69-годишна възраст. Погребана е в главната църква „Св. Мария“ във Волфенбютел.

## Деца
Елизабет Юлиана и Антон Улрих имат 13 деца, от които шест умират преди да станат на една година:
- Август Фридрих (1657 – 1676), убит
- Елизабет Елеонора (1658 – 1729), до 1675 омъжена за Йохан Георг фон Мекленбург (1629 – 1675), втори път 1681 за Бернхард I фон Саксония-Майнинген
- Анна София (1659 – 1742), до 1677 омъжена за Карл Густав фон Баден-Дурлах
- Леополд Август (1661 – 1662), наследствен принц
- Август Вилхелм (1662 – 1731), женен от 1681 г. за Кристина София фон Брауншвайг-Волфенбютел (1654 – 1695)
- Август Хайнрих (1663 – 1664)
- Август Карл (*/† 1664)
- Август Франц (1665 – 1666)
- Августа Доротея (1666 – 1751), до 1684 омъжена за Антон Гюнтер II фон Шварцбург-Зондерсхаузен
- Амалия Антония (*/† 1668)
- Хенриета Кристина (1669 – 1753), абатиса на Гандерсхайм
- Лудвиг Рудолф (1671 – 1735), до 1690 женен за Кристина Луиза фон Йотинген-Йотинген
- Сибила Розалия (1672 – 1673)